# Otra vuelta de tuerca (película)
Otra vuelta de tuerca, Bior bira en euskera, es una película de terror dirigida por Eloy de la Iglesia estrenada en 1985. Se trata de una adaptación de la novela homónima escrita por Henry James ya adaptada al cine en anteriores ocasiones. Presenta algunas diferencias respecto a la novela original como el cambio de localización, situándola en Euskadi, o el cambio del sexo del personaje principal.
Interpretada en sus roles principales por Pedro Mari Sánchez, Queta Claver, Asier Hernández y Cristina Goyanes la película obtuvo críticas muy positivas en festivales como el de San Sebastián. No obstante no terminó de obtener una masiva respuesta en taquilla a diferencia de otras producciones del director en esta época como El Pico o La estanquera de Vallecas.

## Argumento
Después de finalizar una traumática y estricta formación en el seminario jesuita de Loyola, Roberto (Pedro Mari Sánchez), un joven seminarista que se ve incapaz de convertirse en sacerdote, se encuentra sumido en un mar de dudas personal.
Por mediación del sacerdote de su pueblo (Ramón Reparaz), conocedor de su situación, Roberto recibe una oferta de trabajo del conde local: el conde Echeberría (Luis Iriondo) está buscando un nuevo tutor y mentor para su sobrina de 8 años, Flora (Cristina Goyanes). Ante la evidencia de que necesita el trabajo para encontrar sustento, acepta el puesto. Pronto viajará a su nuevo destino: la remota finca del conde, aislada y en el medio del bosque cerca de la playa, atendida por la señora Antonia (Queta Claver), una anciana ama de llaves, que cuenta con un mínimo personal.
Al principio no sucede ningún contratiempo y Roberto comienza a desarrollar su nueva labor, tratando de adaptarse. La llegada del hermano mayor de Flora, Mikel (Asier Hernández), expulsado de la escuela, altera la vida cotidiana en la casa. También es el detonante para que se empiecen a producir sucesos inquietantes en la casa.
En su intento por descubrir la causa por la que Mikel fue expulsado, Roberto pronto descubrirá algunos secretos inquietantes sobre su propia homosexualidad, sobre Cristina, su fallecida antecesora en la labor que desarrolla, y sobre Pedro un antiguo sirviente del conde que parece estar al acecho en los oscuros pasillos de la mansión.

## Reparto
| Actor                  | Personaje            |
| ---------------------- | -------------------- |
| Pedro Mari Sánchez     | Roberto              |
| Queta Claver           | Antonia              |
| Asier Hernández        | Mikel                |
| Cristina Goyanes       | Flora                |
| Ramón Reparaz          | Párroco              |
| Luis Iriondo           | Conde de Extxeberría |
| Juan María Segues      |                      |
| Paco Sagarzazu         | Padre de Roberto     |
| Daniel Trepiana        |                      |
| José Javier Goikoetxea | Patxi                |
| Pedro Nieva Parola     | Pedro Braña          |
| Josei Mulder           |                      |

## Producción
Con una premier realizada en el Festival de Cine de Chicago de 1985, Otra vuelta de tuerca se rodó en localizaciones de Guipúzcoa y San Sebastián. Coproducida por Gaurko Filmeak y EITB el film tiene dos versiones: una rodada en español, con algunas escenas al inicio en euskera que fueron subtituladas, lo que no era muy habitual en el cine de la época, y otra rodada íntegramente en euskera. La película contó con financiación de la Consejería de Cultura del Gobierno Vasco y también del Ministerio de Cultura de España.
El director afirmó en entrevistas posteriores que el rodaje fue complejo debido a la poca compenetración con el actor principal, Pedro Mari Sánchez, a quien valoró expulsar durante el rodaje porque no quería aportar ni sugerir la homosexualidad de su personaje en contra de lo reseñado en el guion.

Durante todo el rodaje hubo una tensión insalvable entre Pedro Mari Sánchez y yo que ponía la película en peligro cada día. Estuve a punto de cambiarlo cuando llevábamos varias semanas de rodaje y si no lo hice es porque era económicamente inviable. Él no quería componer un personaje en el que se viera en algún momento connotaciones homosexuales, algo que estaba ya en el guion. Era impensable que alguien que conociera mis películas pensara que yo iba a renunciar a eso.
Eloy de la Iglesia sobre Otra vuelta de tuerca en Conocer a Eloy de la Iglesia (1996) 

## Recepción
Esta nueva versión de la novela de Henry James cosechó en su momento críticas favorables en prensa. En los portales especializados en cine también tiene una consideración mayoritariamente positiva dentro de la temática desarrollada. IMDb, basándose en 97 valoraciones, le concede un 6,4 sobre 10. FilmAffinity España, tomando en cuenta 399 votos, le otorga un 5,4 sobre 10. En general se destacan como puntos a valorar la presencia de algunos temas recurrentes en la filmografía del director, como las pulsiones y relaciones homoeróticas, la realización formal y "académica" o las novedades incorporadas en el guion que dan un nuevo tono a la novela en que se basa, más elusiva en su resolución.
Ángel Fernández Santos, en una crónica escrita el 28 de septiembre de 1985 en el El País, con motivo de su proyección en el 33 Festival de Cine de San Sebastián destaca: "Eloy de la Iglesia sabe hacer cine, tiene instinto, un olfato infalible para visualizar historia y un envidiable oficio, que si en anteriores películas se manifestaba sólo a ráfagas, en ésta abarca completo el filme. Otra vuelta de tuerca es una película rotundamente bien hecha, sin ningún fallo técnico o mecánico digno de consideración".
Fabián Molino, el 20 de febrero de 2017 en el periódico ABC con motivo de su emisión en televisión, señala: "pese a algunos bucles narrativos y cierta literalidad en los diálogos (con la subsecuente dificultad que ello entraña para los actores, en especial los críos), la película está muy bien, con el clima justo (entre gótico y kitsch), sin caer en la inverosimilitud, además de la gran fotografía de Andrés Berenguer, tanto en interior -la luz de las velas- como en los paisajes guipuzcoanos. Un injusto fracaso de taquilla".
Josep Escarré, en La Vanguardia, indica: "aunque el resultado está a años luz del que en 1961 consiguiera Jack Clayton con la adaptación que aquí se tituló Suspense, el filme es, sin duda, uno de los más interesantes del cineasta vasco".
La revista Fotogramas, que le otorga 3 estrellas sobre 5, destaca: "Eloy de la Iglesia adaptó un tono insólito dentro de su filmografía. Renunciando a cualquier estridencia, se limitó a un ejercicio casi académico en el que supo captar al carácter turbador del texto. Sus limitaciones provienen precisamente de este tono excesivamente contenido."